# Raúl Feher
Raúl Mihai Feher (Zalău, Sălaj, Rumanía, 12 de marzo de 1997) conocido deportivamente como Raul Feher, es un futbolista rumano que juega como defensa central. Actualmente forma parte del Phnom Penh Crown FC de la Liga Premier de Camboya.

## Trayectoria deportiva
Raul comenzó su formación en las categorías inferiores de diferentes clubes base de Cataluña, tales como las del Club Esportiu Cervera y la Unió Esportiva Tàrrega respectivamente hasta dar por acabada su etapa base.
En la temporada 2016/2017, su primera como senior, ficha por un año en el Club de Fútbol Balaguer con el que finaliza la competición como tercer clasificado de Primera Catalana.
Para la temporada 2017/2018 el central firma como nuevo futbolista del Club Lleida Esportiu de Segunda División B de España, contando con ficha U23 pudo alternar entre primer equipo, con el que fue convocado en diferentes encuentros en el grupo 3 de la categoría mencionado debutando con estos en la Copa Cataluña, y el filial donde llegó a disputar 45 encuentros oficiales en las dos campañas que militó en el club.
En la campaña 2019/2020 firma como nuevo integrante del Fútbol Club Andorra para competir esa temporada en el grupo tercero de Segunda División B de España debutando en la competición el 3 de noviembre de 2019 en el encuentro correspondiente a la jornada 11 de liga en el empate a cero ante el Fútbol Club Barcelona Atlètic en el Estadio Johan Cruyff. Ese curso disputó un total de 7 encuentros oficiales con el primer equipo.
Después, en la temporada 2020/2021, se marcha en calidad de cedido del Fútbol Club Andorra teniendo un breve paso por el Inter Club d'Escaldes con el que disputó dos encuentros clasificatorios, uno de Liga de Campeones de la UEFA ante Football Club Drita y otro de Liga Europa de la UEFA ante Dundalk Football Club.
Más tarde en septiembre de 2020 recala en el Club Deportivo Ibiza Islas Pitiusas cedido hasta final de esa campaña por el Fútbol Club Andorra para competir en el grupo 11 de Tercera División de España donde disputó un total 16 encuentros oficiales de liga consiguiendo el 1º puesto en la clasificación y el ascenso a la nueva categoría nacional de Segunda Federación.
De cara a la temporada 2021/2022, ya como jugador libre tras finalizar contrato con el Fútbol Club Andorra, regresa a las filas del Club Deportivo Ibiza Islas Pitiusas para competir en Segunda Federación donde participó en nueve encuentros oficiales además del encuentro de Copa del Rey en el que se enfrentó al Club Deportivo Tenerife.
Fue en enero de 2022 cuando retorna al Inter Club d'Escaldes para de nuevo competir en la Primera División de Andorra donde desde su llegada disputó más de cincuenta encuentros oficiales con el club andorrano haciendo su debut en liga el 19 de enero de 2022 en la victoria 4-2 frente al CE Carroi. Además consiguió su primer título nacional al proclamarse campeón de liga. 
En la temporada 2022/2023 se alza con el título de campeón de la Supercopa de Andorra tras vencer en la final al Atlètic Club d'Escaldes, más tarde consigue un subcampeonato de liga de Primera División de Andorra y para finalizar se proclama campeón de la Copa Constitució imponiendose por 2-1 ante el Fútbol Club Santa Coloma. En la temporada 2024/25 consiguió su segundo título de liga con el Inter d'Escaldes.
En junio de 2025 Feher abandonó el equipo andorrano para fichar por el Phnom Penh Crown FC de la Liga Premier de Camboya.

## Carrera deportiva

### Clubes
| Club                           | País    | Año         |
| ------------------------------ | ------- | ----------- |
| Unió Esportiva Tàrrega U19     | España  | 2016        |
| Club de Fútbol Balaguer        | España  | 2016 - 2017 |
| Club Lleida Esportiu B         | España  | 2017 - 2019 |
| Fútbol Club Andorra            | Andorra | 2019 - 2021 |
| Inter Club d'Escaldes (cedido) | Andorra | 2020        |
| CD Ibiza (cedido)              | España  | 2020-2021   |
| CD Ibiza                       | España  | 2021        |
| Inter Club d'Escaldes          | Andorra | 2022 – 2025 |
| Phnom Penh Crown FC            | Camboya | 2025 – Act. |

## Palmarés

### Títulos nacionales
| Título                          | Club                  | País    | Año        |
| ------------------------------- | --------------------- | ------- | ---------- |
| Primera División de Andorra (2) | Inter Club d'Escaldes | Andorra | 2022, 2025 |
| Supercopa de Andorra (2)        | Inter Club d'Escaldes | Andorra | 2022, 2023 |
| Copa Constitució                | Inter Club d'Escaldes | Andorra | 2023       |